# Monti Aurunci
Az Aurunci-hegység (olaszul Monti Aurunci) hegység Olaszország Lazio régiójában, a Laziói-Antiappenninek része. Északon a Monti Ausoni, keleten a Liri folyó völgye, délen a Garigliano, nyugaton pedig a Tirrén-tenger határolja. Területe a Monti Aurunci Regionális Parkhoz tartozik. Legmagasabb csúcsa a Monte Petrella (1533 méter).